# Субботино (Воскресенский район)
Суббо́тино — деревня в Воскресенском муниципальном районе Московской области. Входит в состав сельского поселения Фединское. Население — 41 чел. (2010).

## География
Деревня Субботино расположена в юго-западной части Воскресенского района, примерно в 9 км к западу от города Воскресенска. Высота над уровнем моря 114 м. Через деревню протекает река Отра. В деревне 1 улица — Заречная, приписано СНТ Барский сад. Ближайший населённый пункт — село Косяково.

## Название
Название связано с некалендарным личным именем Субота.

## История
В 1926 году деревня являлась центром Субботинского сельсовета Ульяновской волости Бронницкого уезда Московской губернии.
С 1929 года — населённый пункт в составе Ашитковского района Коломенского округа Московской области. 20 мая 1930 года деревня была передана в Воскресенский район.
До муниципальной реформы 2006 года Субботино входило в состав Марчуговского сельского округа Воскресенского района.

## Население
В 1926 году в деревне проживало 232 человека (89 мужчин, 143 женщины), насчитывалось 51 крестьянское хозяйство. По переписи 2002 года — 26 человек (10 мужчин, 16 женщин).
| 1926 | 2002 | 2010 |
| ---- | ---- | ---- |
| 232  | ↘26  | ↗41  |